# Juno Award/Best Roots and Traditional Album
Der Juno Award für das Best Roots and Traditional Album wurde im Rahmen der Juno Awards von 1989 bis 1995 vergeben. Ausgezeichnet wurden Musiker, die der Rootsmusik zuzuordnen waren.
1996 wurden stattdessen die beiden Awards Juno Award for Roots & Traditional Album of the Year – Solo und Juno Award for Roots & Traditional Album of the Year – Group vergeben.

## Sieger und Nominierte
| Jahr | Sieger                                  | Album                               | Nominierungen | Ref.  |
| ---- | --------------------------------------- | ----------------------------------- | --- | ----- |
| 1989 | Amos Garrett, Doug Sahm and Gene Taylor | The Return of the Formerly Brothers | - Downchild Blues Band, Bop 'Til I Drop - King Biscuit Boy, King Biscuit Boy aka Richard Newell - Murray McLauchlan, Swinging on a Star - Spirit of the West, Labour Day                                                     | [ 1 ] |
| 1990 | La Bottine Souriante                    | Je voudrais changer d'chapeau       | - Amos Garrett, I Make My Home in Shoes - Montreal Jubilation Gospel Choir, Jubilation II - Sylvia Tyson, You Were On My Mind - Jesse Winchester, Humor Me                                                                   | [ 2 ] |
| 1991 | Bill Bourne and Alan MacLeod            | Dance & Celebrate                   | - Figgy Duff, Weather Out the Storm - Grievous Angels, One Job Town - Jackson Delta, Acoustic Blues - Montreal Jubilation Gospel Choir, Jubilation III - Glory Train                                                         | [ 3 ] |
| 1992 | Various Artists                         | Saturday Night Blues                | - Bruce Cockburn, Nothing But a Burning Light - Kashtin, Innu - The Rankin Family, Fare Thee Well Love | [ 4 ] |
| 1992 | Loreena McKennitt                       | The Visit                           | - Bruce Cockburn, Nothing But a Burning Light - Kashtin, Innu - The Rankin Family, Fare Thee Well Love | [ 4 ] |
| 1993 | La Bottine Souriante                    | Jusqu'aux p'tites heures            | - Bill Bourne and Alan MacLeod, Moonlight Dancers - Jackson Delta, I Was Just Thinking That - Daniel Koulack, Clawhammer Your Way to the Top - Ken Whiteley, Jackie Washington and Mose Scarlett, Where the Old Friends Meet | [ 5 ] |
| 1994 | James Keelaghan                         | My Skies                            | - Bruce Cockburn, Christmas - Garnet Rogers, At a High Window - Stan Rogers, Home in Halifax - Oliver Schroer, Jigzup | [ 6 ] |
| 1995 | Loreena McKennitt                       | The Mask and Mirror                 | - La Bottine Souriante, La Mistrine - Stephen Fearing, The Assassin's Apprentice - Ferron, Driver - Joni Mitchell, Turbulent Indigo                                                                                          | [ 7 ] |